# Danilo Miranda
Danilo Alejandro Miranda Araya (Machalí, Chile, 2 de septiembre de 1977) es un exfutbolista chileno que se desempeñaba en la posición de Centrocampista. 

## Trayectoria
Producto de las divisiones inferiores de O'Higgins, debutó en el primer equipo durante 1996 en la Primera División, quedándose en el equipo hasta 2003.Como miembro del equipo en la temporada 1998, logró el ascenso a la Primera División 1999 luego de obtener el subcampeonato en la Primera B 1998, teniendo como compañeros a Darío Gálvez, Iván Sepúlveda, Alejandro Tobar, Mauricio Dinamarca, Mario Núñez, entre otros.
Luego de su paso por el conjunto celeste, defendió los colores de Rangers (2004), Cobresal (2004-2005), Ñublense (2006)y el Kelantan FA de Malasia.

## Selección nacional
Representó a la Selección sub-20 de Chile en el Sudamericano Sub-20 de 1997, donde participó en 5 encuentros.

### Participación en sudamericanos
| Torneo                      | Sede  | Resultado | Partidos | Goles |
| --------------------------- | ----- | --------- | -------- | ----- |
| Sudamericano Sub-20 de 1997 | Chile | Sexto     | 5        | 0     |

## Clubes
| Club        | País    | Año       |
| ----------- | ------- | --------- |
| O'Higgins   | Chile   | 1996-2003 |
| Rangers     | Chile   | 2004      |
| Cobresal    | Chile   | 2004-2005 |
| Ñublense    | Chile   | 2006      |
| Kelantan FA | Malasia | 2007      |